# Cessna T-37 Tweet
El Cessna T-37 Tweet (designado Model 318 por la compañía) es un pequeño avión de entrenamiento a reacción bimotor que voló durante décadas como entrenador primario para la Fuerza Aérea de los Estados Unidos (USAF) y en las fuerzas aéreas de varias naciones. El T-37C era capaz de realizar, adicionalmente, tareas de ataque ligero si se requería. La variante A-37 Dragonfly realizó misiones de ataque ligero durante la guerra de Vietnam y continúa sirviendo en fuerzas aéreas de varias naciones sudamericanas.
El T-37 sirvió como vehículo de entrenamiento primario de pilotos de la Fuerza Aérea de Estados Unidos durante más de 52 años después de su primer vuelo. Tras completar el entrenamiento primario en el Tweet, los estudiantes pasaban a otros entrenadores avanzados de la Fuerza Aérea, de la Armada, del Cuerpo de Marines o de aliados. Con un total de 1269 T-37 construidos, la USAF retiró su último ejemplar en 2009.

## Desarrollo

### Orígenes

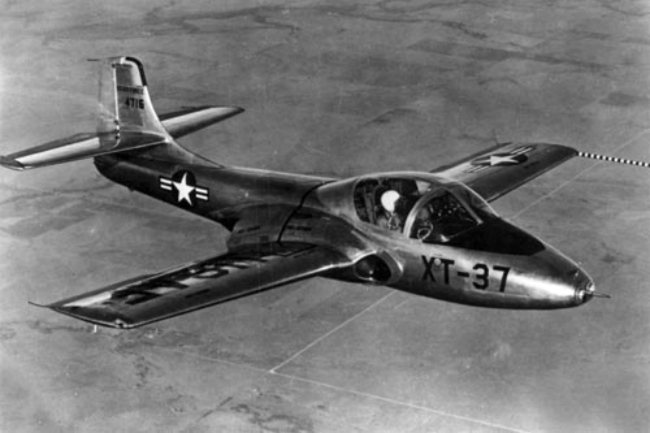
El XT-37, alrededor de 1954.

La Cessna Aircraft Company de Wichita, Kansas, proporcionó al Ejército de los Estados Unidos, durante la Segunda Guerra Mundial y la guerra de Corea, aeronaves utilitarias, de transporte ligero y de observación, particularmente la serie del O-1 Bird Dog.
En la primavera de 1952, la USAF publicó una solicitud de propuestas para un programa de “Entrenador Experimental” (TX), especificando un entrenador básico ligero y biplaza para introducir a los cadetes de la USAF a los aviones a reacción.
Cessna respondió a la solicitud del TX con un diseño birreactor con asientos lado a lado. A la USAF le gustó el diseño de Cessna, al que se le había dado la designación de compañía Model 318, y la acomodación lado a lado, ya que permitía que el alumno y el instructor interactuaran más estrechamente que con los asientos en tándem. En la primavera de 1954, la USAF concedió un contrato a Cessna por tres prototipos del Model 318, y un contrato por  una única aeronave de pruebas estáticas. La Fuerza Aérea designó el modelo como XT-37.
El XT-37 tenía un ala baja y recta, con los motores embutidos en las raíces alares, una cubierta de tipo almeja abisagrada  para abrir verticalmente hacia la parte de atrás, una disposición de controles similares a los de los aviones de la USAF operativos contemporáneos, asientos eyectables, y un tren de aterrizaje triciclo con un ancho de vía de 4,3 metros. Voló por primera vez el 12 de octubre de 1954.
El ancho de vía y la rueda de morro orientable hacían que el avión fuera fácil de manejar en tierra, y el tren de aterrizaje corto evitaba la necesidad de escaleras de acceso y andamios de servicio. La aeronave fue diseñada para que fuera simple de mantener, con más de 100 paneles y puertas de acceso. Una tripulación de tierra experimentada podía cambiar un motor en alrededor de media hora.
El XT-37 era limpio aerodinámicamente, tanto que se equipó con un aerofreno detrás de las puertas de la rueda de morro para ayudar a incrementar la resistencia en el aterrizaje y para usarlo en otras fases del vuelo. Debido a que el tren de aterrizaje corto posicionaba las tomas de aire de los motores cerca del suelo, unas pantallas pivotaban sobre las tomas desde la parte inferior cuando se extendía el tren de aterrizaje, para prevenir daños por objetos extraños.
El XT-37 estaba equipado con dos motores turborreactores Continental-Teledyne J69-T-9, motores Turbomeca Marboré franceses construidos bajo licencia, con un empuje unitario de 4,1 kN (920 lbf). Los motores tenían atenuadores de empuje que les permitían mantenerse acelerados (o sea, girando a velocidades por encima del ralentí) durante la aproximación de aterrizaje, permitiendo aterrizajes más cortos, mientras que todavía permitían al avión realizar fácilmente un toque y despegue en caso de que algo fuera mal. El peso en vacío del XT-37 era de 2300 kg.
Las pruebas mostraron que el XT-37 tenía una velocidad máxima de 630 km/h en altura, con un alcance de 1505 km. La aeronave tenía un techo de vuelo de 10 700 m (35 000 pies) pero no estaba presurizada, así que estaba limitada a un techo operativo de 7600 m (25 000 pies) por las regulaciones de la USAF.
El prototipo inicial se estrelló realizando pruebas de barrena. Los prototipos posteriores tenían nuevas características para mejorar el manejo, incluyendo largos canalizadores en el morro, y una cola muy rediseñada y agrandada. Tras estas modificaciones, la USAF encontró el avión aceptable a sus necesidades, y ordenó ponerlo en producción como T-37A. Las aeronaves de producción siguieron siendo difíciles de recuperar de una barrena; el procedimiento de recuperación era complejo comparado con la mayoría de los aviones.

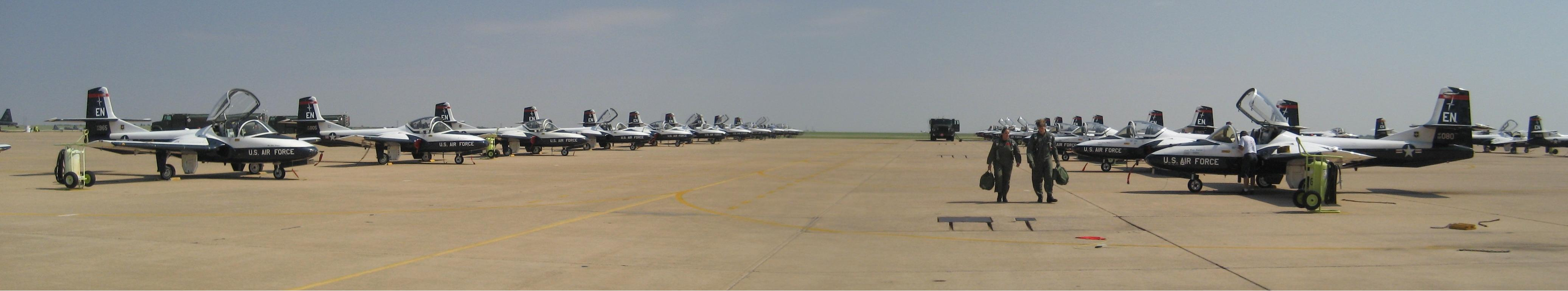
Vista panorámica de T-37 en la Sheppard AFB en 2007 operados como parte del Programa Conjunto de Entrenamiento de Pilotos a Reacción Euro-OTAN.

### Producción

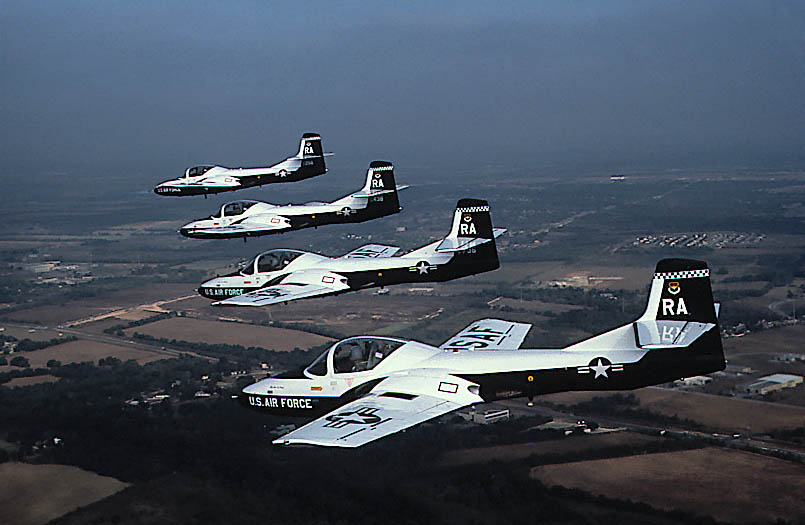
Aviones T-37 en formación.

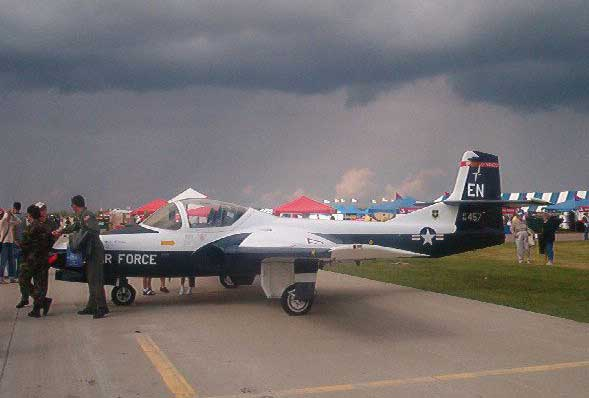
T-37B en un show aéreo.

El T-37A de producción era similar a los prototipos XT-37, excepto por cambios menores realizados para arreglar problemas revelados en el programa de pruebas de vuelo. El primer T-37A fue completado en septiembre de 1955 y voló más tarde aquel año.
El T-37A era muy ruidoso, incluso para los estándares de los aviones a reacción. Las tomas de aire de sus pequeños turborreactores emitían un agudo chirrido que hizo que algunos describieran al entrenador como un “Screaming Mimi” (sin traducción), y se referían a él como “silbato para perros de 6000 libras” o “Convertidor” (convertía combustible y aire en ruido y humo). El penetrante silbido rápidamente le dio al T-37 su nombre: “Tweety Bird” (Pájaro Gorjeante) o solo “Tweet”. La Fuerza Aérea dedicó mucho tiempo y dinero en aislar los edificios en las bases donde operaba el T-37, y la protección auditiva continúa siendo obligatoria para todo el personal que se acerque a un avión en operación.
La Fuerza Aérea ordenó 444 T-37A, siendo el último producido en 1959. En 1957, el Ejército estadounidense evaluó tres T-37A para la observación del campo de batalla y otras tareas de apoyo al combate, pero finalmente compró en su lugar el Grumman OV-1 Mohawk.
A la Fuerza Aérea le gustaba el T-37, pero lo consideraba falto de potencia; consecuentemente, ordenó una versión mejorada, el T-37B, con motores J69-T-25 repotenciados. Los nuevos motores  proporcionaba alrededor de un 10% más de empuje y eran más fiables. También se especificó una aviónica mejorada para la nueva variante.
Se construyó un total de 552 T-37B nuevos hasta 1973. Así mismo, todos los T-37A supervivientes fueron modernizados finalmente al estándar T-37B.
Debido a una serie de accidentes causados por el impacto de aves entre 1965 y 1970, todos los T-37 fueron reequipados posteriormente con un nuevo parabrisas realizado de plástico de policarbonato Lexan de 12,7 mm de espesor, que podía tolerar el impacto de un pájaro de 1,8 kg a una velocidad relativa de 463 km/h.
En 1962, Cessna recomendó el T-37B como reemplazo del North American F-100 Super Sabre como avión principal para el equipo de demostración acrobática de la USAF, los Thunderbirds, pero la USAF estaba satisfecha con el F-100 y no consideró su sustitución.
Los T-37A y T-37B no tenían armamento incorporado ni soportes para armamento externo. En 1961, Cessna comenzó el desarrollo de una modesta mejora del T-37 para usarlo como entrenador de armas. La nueva variante, el T-37C, estaba destinada a la exportación y podía ser usada para realizar tareas de ataque ligero si era necesario.
El prototipo del T-37C era un T-37B modificado. Los cambios principales incluían alas reforzadas, con un soporte bajo cada ala por fuera del hueco del tren de aterrizaje principal. El T-37C también podía ser equipado con depósitos de combustible de punta alar, que podían ser lanzados en caso de emergencia.
Se añadieron una mira computerizada y una fotoametralladora. El T-37C también podía ser equipado con una cámara de reconocimiento montada dentro del fuselaje.
El armamento principal del T-37C era el “contenedor multipropósito” General Electric con una ametralladora de 12,7 mm con 200 disparos, dos contenedores de cohetes de aletas plegables de 70 mm, y cuatro bombas de prácticas. También podían llevarse otras armas como contenedores de cohetes de aletas plegables o misiles aire-aire Sidewinder.
Los cambios aumentaron el peso del T-37C en 650 kg. Como los motores no habían sido repotenciados, esto redujo la velocidad máxima a 595 km/h, aunque los depósitos de punta alar aumentaron el alcance máximo a 1770 km.
La producción del T-37 finalizó en 1975. La lista de exportaciones alcanza los 273 T-37C. Añadido esto a los 444 T-37A y 552 T-37B, da un total de 1269 aviones construidos.

### Aeronave de concepto

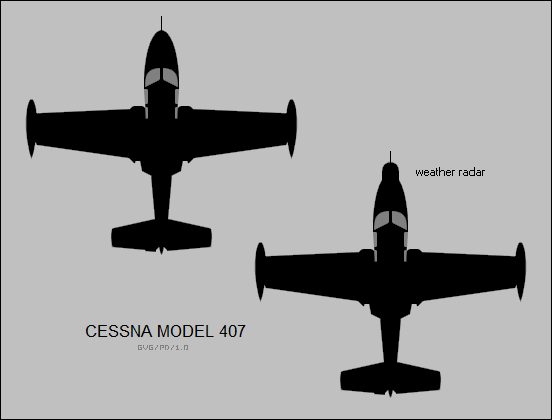
Concepto del Cessna Model 407.

Cessna propuso una serie de innovadoras variantes del Tweet que nunca entraron en producción. En 1959, Cessna construyó un prototipo de una versión de transporte ligero a reacción del T-37, designada Cessna Model 407, que fue ensanchada 61 cm para acomodar una cabina presurizada de cuatro plazas con una configuración de tipo automóvil. Solo se construyó una maqueta de madera del Model 407. El proyecto fue cancelado debido al interés insuficiente por parte de los clientes.
La compañía también propuso un transporte ligero militar de cuatro plazas similar, el Model 405, con una gran cubierta de tipo almeja, pero nunca fue construido.
En respuesta a un requerimiento de "Entrenador en Tándem de la Armada" (TNT) emitido por la Armada estadounidense, Cessna propuso un T-37 con fuselaje modificado, presentando una cabina en tándem. En su lugar, la Armada seleccionó al North American T-2 Buckeye.
Cessna propuso varios derivados de entrenador a la Armada y a la Fuerza Aérea estadounidenses, incluyendo una versión de despegue vertical basada en la configuración TNT e incorporando contenedores de reactores de sustentación en las alas, pero ninguno alcanzó la etapa de prototipo.

## Historia operacional

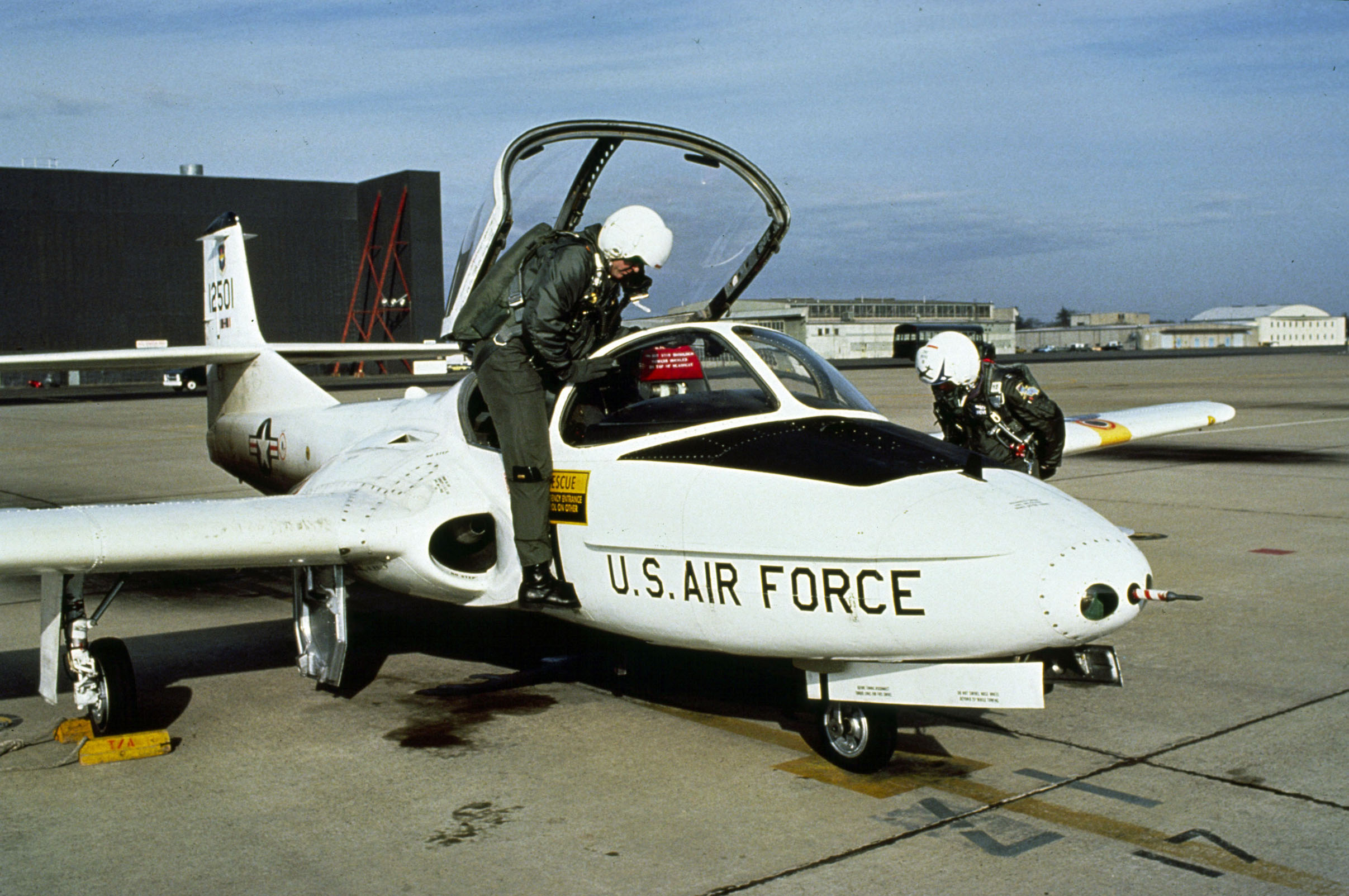
T-37B Tweet en los años 80.

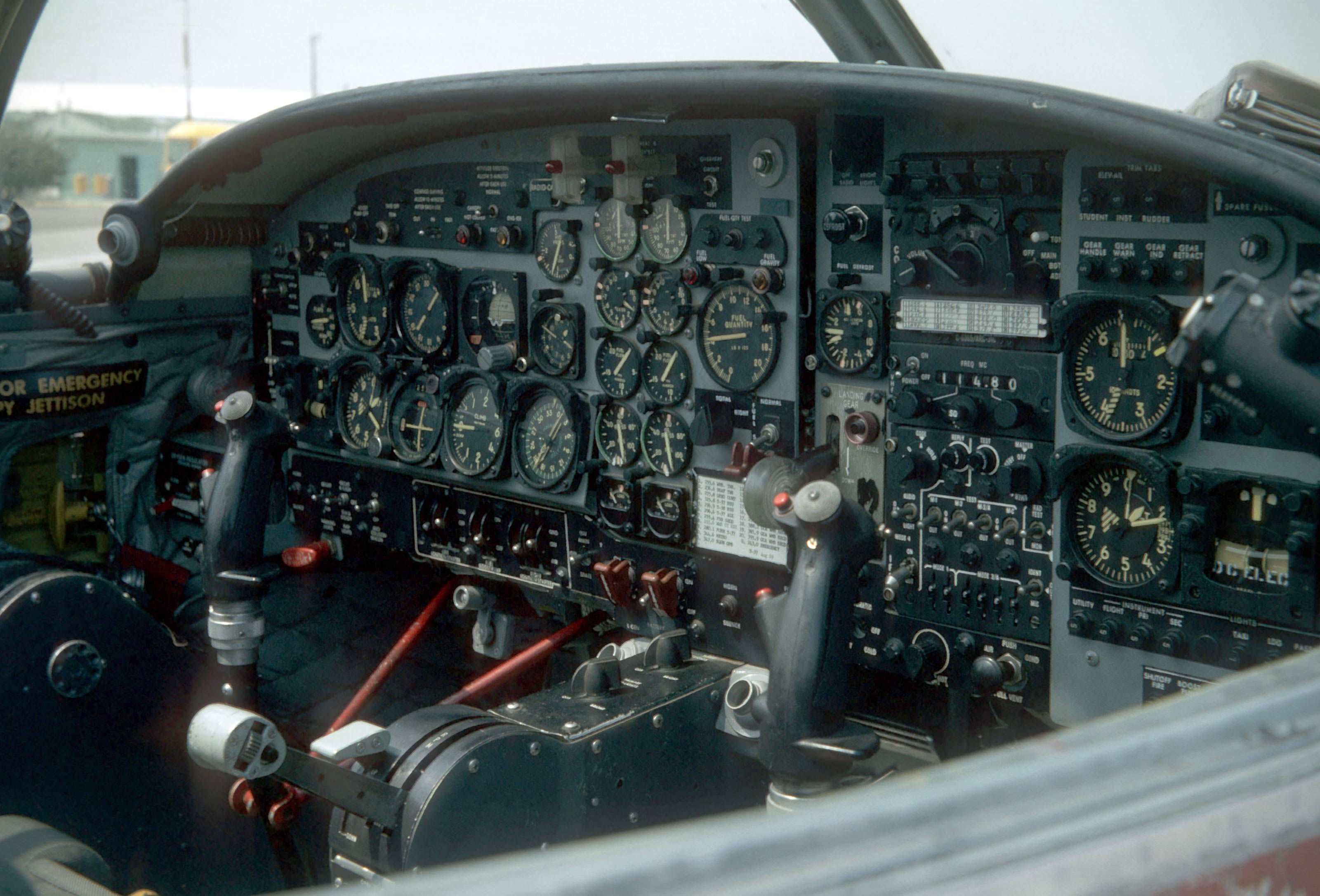
Cabina del T-37 en 1969.

El T-37A fue entregado a la Fuerza Aérea estadounidense a principios de junio de 1956. La USAF comenzó el entrenamiento de cadetes en el T-37A durante 1957. El primer T-37B fue entregado en 1959. Instructores y estudiantes consideraban al T-37A un avión agradable de volar. Se manejaba bien y era ágil y sensible, aunque definitivamente no estaba sobrado de potencia. Era capaz de realizar todas las maniobras acrobáticas tradicionales. Los estudiantes ponían intencionadamente el avión en barrena como parte de su entrenamiento de piloto.
La Fuerza Aérea realizó varios intentos de reemplazar al T-37 (incluyendo el Fairchild T-46), pero permaneció en servicio hasta que fue progresivamente sustituido por el Beechcraft T-6 Texan II entre 2001 y 2009. El T-6 es un avión turbohélice con más potencia, mayor economía de consumo, y aviónica más moderna que el Tweet.
La última salida de entrenamiento de un estudiante de la USAF con un avión T-37B en el Mando Aéreo de Formación y Entrenamiento se realizó el 17 de junio de 2009. El último operador de la USAF del T-37B, la 80th Flying Training Wing, voló la salida desde su destino en la Sheppard AFB, Texas. El último T-37B fue retirado oficialmente del servicio activo de la USAF el 31 de julio de 2009.

## Variantes
XT-37
Avión prototipo biplaza de entrenador a reacción, propulsado por dos motores turborreactores Continental YJ69-T-9, 3 construidos (54-716 a 54-718).
T-37A
Avión biplaza de entrenamiento básico a reacción, propulsado por dos motores turborreactores Continental J69-T-9, 534 construidos.
T-37B
Avión biplaza de entrenamiento básico a reacción, propulsado por dos motores turborreactores Continental J69-T-25, equipado con equipo mejorado de navegación y comunicaciones.
T-37C
Avión biplaza de entrenamiento básico a reacción, equipado con dos soportes para armas, uno bajo cada ala, 269 construidos.
XAT-37D
Avión biplaza prototipo de ataque ligero y contrainsurgencia, dos construidos.
YT-48A
Desarrollo propuesto con dos motores Garrett F109-GA-100, ninguno construido.

## Operadores

### Actuales
Colombia
- Fuerza Aérea Colombiana: 14 aviones, incluyendo 4 T-37B y 10 T-37C.

 Ecuador
- Fuerza Aérea Ecuatoriana: 10 T-37B.

 Pakistán
- Fuerza Aérea de Pakistán: 63 aparatos, incluyendo 24 T-37B y 39 T-37C. En 2008, se entregaron 20 T-37 que fueron ordenados desde los Estados Unidos.[11]  El 28 de octubre de 2015, la Fuerza Aérea turca donó a la pakistaní 34 T-37C, incluyendo piezas de repuesto, gracias a un acuerdo entre ambos países.[12]

### Antiguos

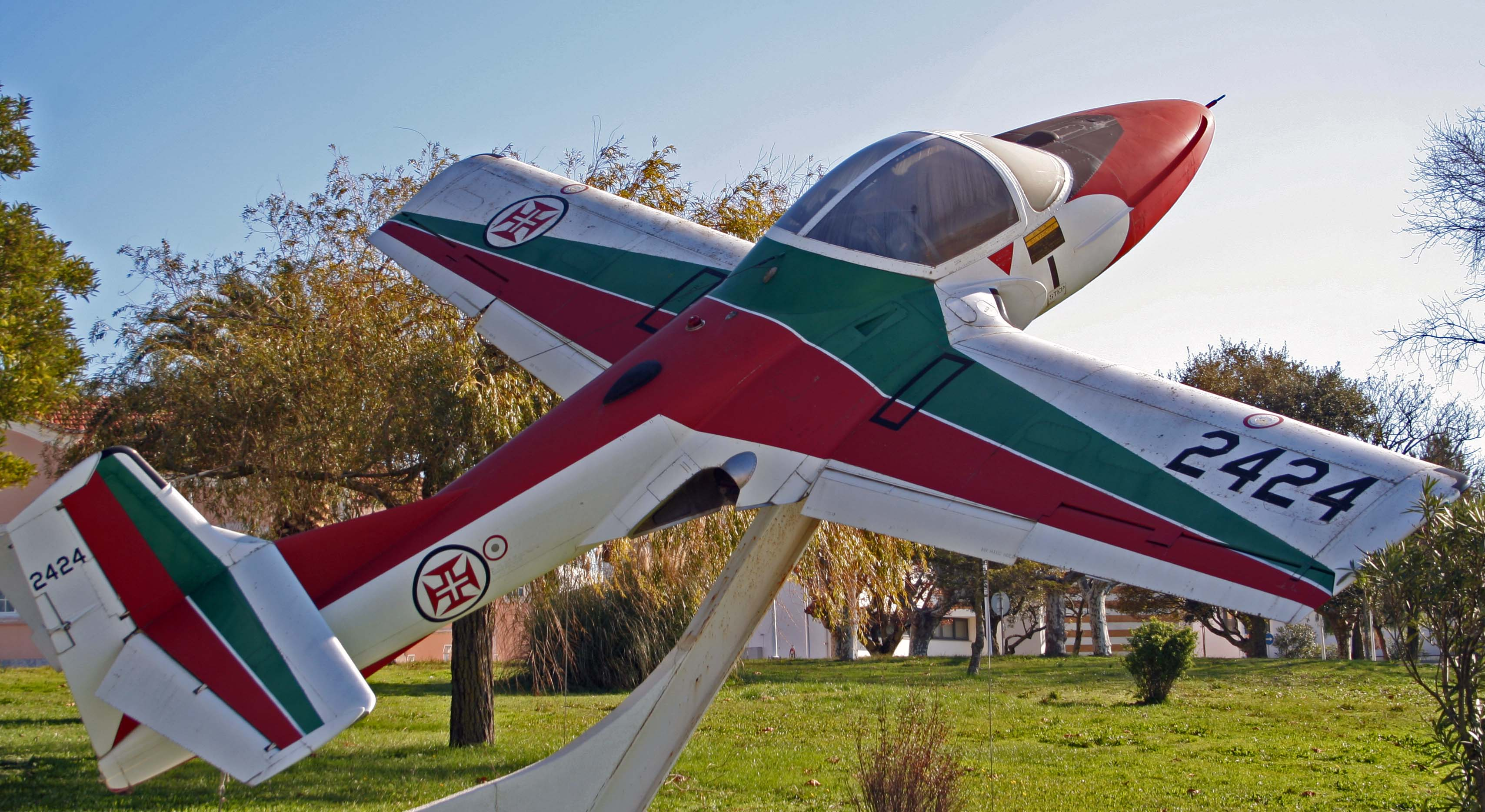
Un antiguo T-37 del equipo acrobático Asas de Portugal de la Fuerza Aérea portuguesa en exhibición.

Se suministraron aviones T-37, tanto nuevos como ex USAF, a una serie de países, incluyendo:
 Alemania
- Luftwaffe: 47 T-37B actualmente retirados, sustituidos por el T-6 Texan II.

 Bangladés
- Fuerza Aérea Bangladesí: recibió un total de 12 aviones T-37B de los Estados Unidos. Un acuerdo para recibir T-37 adicionales de Pakistán nunca se llevó a efecto, todos los aparatos supervivientes en reserva en la Jessor Air Base, a cargo del Escuadrón 15. Retirados del servicio activo.

 Birmania
- Fuerza Aérea Birmana: 12 T-37C.

 Brasil
- Fuerza Aérea Brasileña: 65 T-37C, más tarde cedidos 30 a Corea del Sur y 12 a Paraguay, que nunca se entregaron debido al veto de Estados Unidos.

 Chile
- Fuerza Aérea de Chile: 32 aparatos, incluyendo 20 T-37B y 12 T-37C. Ambas variantes fueron retiradas en 1998.

 Corea del Sur
- Fuerza Aérea de la República de Corea: originalmente 25 T-37C, más 30 aparatos comprados más tarde a Brasil. Introducido en junio de 1973.

 Estados Unidos
- Fuerza Aérea de los Estados Unidos

 Grecia
- Fuerza Aérea Griega: 32 aparatos, incluyendo 8 T-37B y 24 T-37C.

 Jordania
- Real Fuerza Aérea Jordana: 15 aparatos, aparentemente T-37B ex USAF.

 Marruecos
- Real Fuerza Aérea de Marruecos: 14 aparatos, recibidos en 1995. Retirados del servicio activo.

 Perú
- Fuerza Aérea del Perú: 32 T-37B.

 Portugal
- Fuerza Aérea Portuguesa: 30 T-37C, recibidos desde  1963, inmovilizados en tierra en 1991 y retirados en 1992. Sustituidos por el Alpha Jet. De 1977 a 1991, algunos T-37C fueron usados por el equipo acrobático Asas de Portugal (Alas de Portugal).

 República Jemer
- Fuerza Aérea Jemer: 24 T-37B.[13]

 Tailandia
- Real Fuerza Aérea Tailandesa: 16 aparatos, incluyendo 10 T-37B y 6 T-37C.

 Turquía
- Fuerza Aérea Turca: 65 T-37C.

 Vietnam
- Fuerza Aérea Popular Vietnamita: T-37B capturados a Vietnam del Sur.

 Vietnam del Sur
- Fuerza Aérea de Vietnam: 24 T-37B.

## Especificaciones (T-37B)
Referencia datos: Janes

### Características generales
- Tripulación: Dos (alumno e instructor)
- Longitud: 8,92 m
- Envergadura: 12,58 m
- Altura: 2,79 m
- Superficie alar: 18,7 m²
- Perfil alar: NACA 2418 en raíz, NACA 2412 en punta
- Peso vacío: 1840 kg[14]
- Peso máximo al despegue: 2982 kg
- Planta motriz: 2× turborreactor Continental-Teledyne J69-T-25.
  - Empuje normal: 4,56 kN (1025 lbf) de empuje cada uno.
- Alargamiento:  6,2:1

### Rendimiento
- Velocidad máxima operativa (Vno): 684 km/h
- Velocidad crucero (Vc): 580 km/h a 11 000 m (35 000 pies)
- Velocidad de entrada en pérdida (Vs): 137 km/h
- Alcance: 1500 km
- Techo de vuelo: 11 800 m (38 700 pies)[3]
- Régimen de ascenso: 17,1 m/s (3370 pies/min)

### Desarrollos relacionados
- Cessna A-37 Dragonfly

### Aeronaves similares
- BAC Jet Provost
- Boeing Skyfox
- Canadair CT-114 Tutor
- Saab 105
- Temco TT Pinto

### Secuencias de designación
- Secuencia Numérica (interna de Cessna): ← 308 - 309 - 310 - 318 - 319 - 320 - 321  -- 401 - 402 - 404 - 405 - 406 - 407 - 408 - 411 - 414 →
- Secuencia T-_ (Entrenadores estadounidenses, 1948-presente): ← T-34 - T-35 - T-36 - T-37 - T-38 - T-39 - T-40 -- T-45 - T-46 - T-47 - T-48 (I) - T-48 (II) - CT-49 - T-50 →

### Listas relacionadas
- Anexo:Aeronaves de la Fuerza Aérea de los Estados Unidos (históricas y actuales)